# Ernst Hürlimann
Ernst Hürlimann (født 19. oktober 1934 i Wädenswil, Schweiz) er en schweizisk tidligere roer.
Hürlimann vandt bronze i dobbeltsculler ved OL 1960 i Rom (sammen med Rolf Larcher). I finalen blev de besejret af tjekkoslovakerne Václav Kozák og Pavel Schmidt, som vandt guld, samt af Aleksandr Berkutov og Jurij Tjukalov fra Sovjetunionen, som tog sølvmedaljerne. 

## OL-medaljer
- 1960:  Bronze i dobbeltsculler